# Río Uarga
El río Uarga o Ouergha es un río de Marruecos, un afluente del río Sebú que marca la frontera sur de los montes del Rif. Pasa por las pequeñas localidades de El Jorf Melha y Zouayed Douar. 
En este río se encuentra el embalse de Al Wahda, el más grande de Marruecos. Con un volumen de 3,8 km³ y una superficie de 123 km², suministra agua a 110 000 ha de regadío, evita las inundaciones que eran frecuentes en esta cuenca y produce 240 MW de energía hidroeléctrica.

## Historia
El río Uarga fue escenario de una batalla clave en la intervención francesa del Sultanato de Marruecos, la batalla de Uarga (abril de 1925), que supuso una gran derrota de las fuerzas coloniales al mando del mariscal Louis Hubert Lyautey. Las tropas rifeñas llegaron a situarse a tan solo 30 km de Fez, capital del protectorado francés de Marruecos.

## Historia natural
En las partes altas de la cuenca en el Atlas Medio vive un primate en peligro de extinción, el macaco de Berbería (Macaca sylvanus), cuya distribución en tiempos prehistóricos era mucho mayor en el norte de África.